# Batara cinerea
Batara cinerea е вид птица от семейство Thamnophilidae, единствен представител на род Batara.

## Разпространение
Видът е разпространен в Аржентина, Боливия, Бразилия и Парагвай.